# Sportsklubben Brann 2023 (femminile)
Questa voce raccoglie le informazioni riguardanti lo Sportsklubben Brann nelle competizioni ufficiali della stagione calcistica 2023.

## Divise e sponsor
La scelta cromatica delle maglie era la stessa della squadra maschile del Brann, basata sui colori sociali del club, il bianco e il rosso. Main sponsor era Sparebanken Vest, società finanziaria di proprietà Sparebanken Norge, mentre quello tecnico, fornitore delle tenute di gioco, era Nike.
| Casa | Trasferta | Portiere? |

## Organigramma societario
Come da sito ufficiale.
Area tecnica
- Allenatore: Oliver Harder, poi Knut Slatleim ad interim, poi Martin Ho
- Co-allenatore:
- Preparatore dei portieri:
- Preparatore fisico:

## Rosa
Rosa, ruoli e numeri di maglia tratti dal sito ufficiale e sito della federazione norvegese, aggiornati al 10 settembre 2023.
| N. |                      | Ruolo | Calciatrice            |
| -- | -------------------- | ----- | ---------------------- |
| 1  | Norvegia (bandiera)  | P     | Aurora Mikalsen        |
| 2  | Norvegia (bandiera)  | D     | Cecilie Redisch Kvamme |
| 3  | Islanda (bandiera)   | D     | Natasha Anasi          |
| 4  | Finlandia (bandiera) | D     | Nanne Ruuskanen        |
| 5  | Norvegia (bandiera)  | D     | Ingrid Stenevik        |
| 6  | Norvegia (bandiera)  | C     | Mille Aune             |
| 7  | Norvegia (bandiera)  | C     | Rakel Engesvik         |
| 8  | Norvegia (bandiera)  | C     | Karoline Haugland      |
| 9  | Norvegia (bandiera)  | A     | Amalie Eikeland        |
| 10 | Norvegia (bandiera)  | C     | Andrine Hegerberg      |
| 11 | Svezia (bandiera)    | A     | Johanna Renmark        |
| 14 | Norvegia (bandiera)  | C     | Rikke Nygard           |

| N. |                      | Ruolo | Calciatrice         |
| -- | -------------------- | ----- | ------------------- |
| 15 | Norvegia (bandiera)  | D     | Marthine Østenstad  |
| 16 | Norvegia (bandiera)  | C     | Signe Gaupset       |
| 18 | Norvegia (bandiera)  | C     | Nora Eide Lie       |
| 19 | Norvegia (bandiera)  | D     | Marit Bratberg Lund |
| 21 | Norvegia (bandiera)  | P     | Sandra Stavenes     |
| 22 | Germania (bandiera)  | D     | Sara Ritter         |
| 23 | Norvegia (bandiera)  | D     | Tomine Svendheim    |
| 24 | Australia (bandiera) | A     | Larissa Crummer     |
| 28 | Norvegia (bandiera)  | C     | Justine Kielland    |
| 30 | Finlandia (bandiera) | D     | Joanna Tynnilä      |
| 99 | Norvegia (bandiera)  | A     | Maria Brochmann     |

## Calciomercato

### Sessione invernale
| Acquisti | Acquisti          | Acquisti      | Acquisti      |
| R.       | Nome              | da            | Modalità      |
| -------- | ----------------- | ------------- | ------------- |
| D        | Natasha Anasi     | Breiðablik    | [ 3 ]         |
| D        | Sara Ritter       | Fyllingsdalen | [ 4 ]         |
| D        | Nanne Ruuskanen   | KuPS          | [ 5 ]         |
| C        | Karoline Haugland | Arna-Bjørnar  | [ 6 ]         |
| C        | Andrine Hegerberg | Häcken        | [ 7 ]         |
| C        | Ida Holm Neset    | Arna-Bjørnar  | fine prestito |
| C        | Alyssa Walker     | IFK Kalmar    |               |
| A        | Larissa Crummer   | Brisbane Roar | [ 8 ]         |

| Cessioni | Cessioni                 | Cessioni          | Cessioni |
| R.       | Nome                     | a                 | Modalità |
| -------- | ------------------------ | ----------------- | -------- |
| P        | Hanne Larsen             | Arna-Bjørnar      |          |
| D        | Guro Bergsvand           | Brighton & Hove   | [ 9 ]    |
| D        | Tuva Hansen              | Bayern Monaco     |          |
| C        | Therese Åsland           | Madrid CFF        | [ 10 ]   |
| C        | Lisa Naalsund            | Manchester United | [ 11 ]   |
| C        | Mathilde Sangolt         | Åsane             |          |
| A        | Svava Rós Guðmundsdóttir | NJ/NY Gotham      |          |

### Sessione estiva
| Acquisti | Acquisti         | Acquisti     | Acquisti      |
| R.       | Nome             | da           | Modalità      |
| -------- | ---------------- | ------------ | ------------- |
| D        | Tomine Svendheim | Arna-Bjørnar | [ 12 ]        |
| C        | Justine Kielland | Stabæk       | [ 13 ]        |
| A        | Johanna Renmark  | IK Uppsala   | [ 14 ]        |
| A        | Amalie Eikeland  | Reading      | [ 15 ] [ 16 ] |

| Cessioni | Cessioni       | Cessioni           | Cessioni |
| R.       | Nome           | a                  | Modalità |
| -------- | -------------- | ------------------ | -------- |
| D        | Amanda Frisbie | Levante Las Planas |          |
| C        | Ida Holm Neset | Viking             | [ 17 ]   |
| C        | Tameka Yallop  | Brisbane Roar      | [ 18 ]   |
| C        | Alyssa Walker  | Portland Thorns    |          |

## Risultati

### Toppserien
| Arbitro: | Nervik (Trondheim) |

|            |           |                    |
| Aahjem 38’ | Marcatori | 54’ Walker 56’ Lie |

| Arbitro: | Vermundsen (Hundvåg) |

|                                             |           |                   |
| Bratberg Lund 24’ (rig.), 32’ Østenstad 76’ | Marcatori | 5’ Mo 28’ Sangolt |

| Lillestrøm 15 aprile 2023, ore 15:00 CEST 3ª giornata | LSK Kvinner  | 0 – 0 referto referto 2 | Brann | LSK-Hallen (610 spett.)\| Arbitro: \| Holte (Oslo) \| |
| Arbitro:                                              | Holte (Oslo) |                         |       |                                                       |

| Avaldsnes 19 aprile 2023, ore 18:30 CEST 4ª giornata | Avaldsnes              | 0 – 0 referto referto 2 | Brann | Avaldsnes Idrettssenter (377 spett.)\| Arbitro: \| Kellerhals (Stavanger) \| |
| Arbitro:                                             | Kellerhals (Stavanger) |                         |       |                                                                              |

| Arbitro: | Van Herk (Bergen) |

|                               |           |                             |
| Walker 6’ Tompkins 80’ (aut.) | Marcatori | 10’, 86’ Tvedten 82’ Bjelde |

| Arbitro: | Fatemeh Zangeneh (Kongsberg) |

|              |           |                                                    |
| Bjånesøy 74’ | Marcatori | 20’ Nygard 53’ (aut.) Bjørneboe 73’ Redisch Kvamme |

| Arbitro: | Gripsgård Sakstad (Flaktveit) |

|               |           |                     |
| Østenstad 35’ | Marcatori | 24’ Aas 61’ Hovland |

| Arbitro: | Buhaug Folstad (Buvika) |

|                |           |              |
| Espås 56’, 80’ | Marcatori | 73’ Haugland |

| Arbitro: | Skurdal Holthe (Oslo) |

|                   |           |                                                          |
| Bratberg Lund 87’ | Marcatori | 4’ Nautnes 10’ Jøsendal 52’ (aut.) Stenevik 57’ Jøsendal |

| Arbitro: | Brudvik (Tertnes) |

|  |           |                          |
|  | Marcatori | 60’ Brochmann 86’ Ritter |

| Arbitro: | Hagenes (Bergen) |

|                                                       |           |                         |
| Crummer 10’, 28’ Brochmann 14’, 57’ Bratberg Lund 90’ | Marcatori | 13’ Svastuen 73’ Klæboe |

| Arbitro: | Fatemeh Zangeneh (Kongsberg) |

|                               |           |  |
| Joramo 65’ Skinnes Hansen 66’ | Marcatori |  |

| Bergen 6 giugno 2023, ore 19:05 CEST 13ª giornata | Brann                  | 0 – 0 referto referto 2 | Stabæk | Stemmemyren kunstgress (502 spett.)\| Arbitro: \| Kellerhals (Stavanger) \| |
| Arbitro:                                          | Kellerhals (Stavanger) |                         |        |                                                                             |

| Arbitro: | Bue (Årnes) |

|                    |           |              |
| Sigurdardottir 48’ | Marcatori | 72’ Engesvik |

| Arbitro: | Jensen (Furuflaten) |

|                                                  |           |  |
| Bratberg Lund 68’ (rig.) Crummer 88’ Frisbie 90’ | Marcatori |  |

| Arbitro: | Van Herk (Fana) |

|  |           |                            |
|  | Marcatori | 62’ Löfwenius 74’ Andersen |

| Arbitro: | Tore Tvedt (Eidsvåg) |

|                           |           |                                        |
| Bjørnsen 27’ Andresen 55’ | Marcatori | 6’ Haugland 51’ Engesvik 75’ Brochmann |

| Arbitro: | Jensen (Furuflaten) |

|                   |           |  |
| Bratberg Lund 28’ | Marcatori |  |

| Arbitro: | Lille (Malvik) |

|  |           |                  |
|  | Marcatori | 7’ Bratberg Lund |

| Arbitro: | Tore Tvedt (Eidsvåg) |

|                                          |           |  |
| Engesvik 39’ Renmark 70’, 90’ Kvamme 75’ | Marcatori |  |

| Arbitro: | Buhaug Folstad (Buvika) |

|  |           |                                                                                     |
|  | Marcatori | 17’, 48’, 53’ Eikeland 44’, 70’ Bratberg Lund 72’, 86’ Maria Brochmann 84’ Engesvik |

| Bergen 4 ottobre 2023, ore 16:45 CEST 22ª giornata | Brann              | 0 – 0 referto referto 2 | Røa | Stemmemyren kunstgress (1 097 spett.)\| Arbitro: \| Brudivik (Tertnes) \| |
| Arbitro:                                           | Brudivik (Tertnes) |                         |     |                                                                           |

| Arbitro: | Holte (Oslo) |

|  |           |                                                    |
|  | Marcatori | 9’ Engesvik 68’ Østenstad 81’ Renmark 89’ Eikeland |

| Arbitro: | Brudvik (Tertnes) |

|                                |           |  |
| Engesvik 11’ Bratberg Lund 25’ | Marcatori |  |

| Arbitro: | Buhaug Folstad (Buvik) |

|              |           |               |
| Haugland 39’ | Marcatori | 77’ Löfwenius |

| Arbitro: | Frøyland (Frøyland) |

|                            |           |                                     |
| Olsen 30’, 60’ Myrseth 45’ | Marcatori | 35’ (aut.) Jensen 50’ Bratberg Lund |

| Arbitro: | Fjeldvær (Stadsbygd) |

|                          |           |                    |
| Engesvik 6’ Eikeland 20’ | Marcatori | 2’ Dirdal 81’ Godø |

### Coppa di Norvegia
| Arbitro: | Gripsgård Sakstad (Flaktveit) |

|  |           |                                                                        |
|  | Marcatori | 33’ Holm Neset 54’ Haugland 58’ Ritter 63’ Dybwad Brochmann 77’ Walker |

| Bergen 21 giugno 2023, ore 18:00 CEST 3º turno | Brann             | 8 – 0 referto | Klepp | Stemmemyren kunstgress (302 spett.)\| Arbitro: \| Hatletvedt (Fana) \| |
| Arbitro:                                       | Hatletvedt (Fana) |               |       |                                                                        |

| Arbitro: | Fatemeh Zangeneh (Kongsberg) |

|                                          |           |                      |
| Woldvik 44’ Stølen Godø 49’ Ivanović 56’ | Marcatori | 84’ Dybwad Brochmann |

### Women's Champions League

#### Qualificazioni
| Arbitro: | Živković |

|                                               |           |  |
| Kvamme 2’ Renmark 41’ Brochmann 47’, 85’, 89’ | Marcatori |  |

| Arbitro: | Romanjuk |

|  |           |                                       |
|  | Marcatori | 22’ Haugland 28’ Crummer 84’ Eikeland |

| Arbitro: | Augustyn |

|  |           |                                        |
|  | Marcatori | 5’, 39’ Engesvik 13’ Eikeland 86’ Lund |

| Arbitro: | Huerta de Aza |

|                       |           |  |
| Østenstad 34’ Lie 86’ | Marcatori |  |

#### Fase a gironi
| Arbitro: | Hussein |

|                |           |                        |
| Mikolajová 68’ | Marcatori | 57’ Engesvik 79’ Anasi |

| Arbitro: | Peşu |

|             |           |  |
| Crummer 21’ | Marcatori |  |

| Arbitro: | Huerta de Aza |

|                             |           |              |
| Diani 6’, 48’ Hegerberg 23’ | Marcatori | 73’ Kielland |

| Arbitro: | Blotskaya |

|                            |           |                               |
| Kielland 34’ Gaupset 90+4’ | Marcatori | 6’ Majri 13’ (rig.) Hegerberg |

| Arbitro: | Ferrieri Caputi |

|  |           |                     |
|  | Marcatori | 65’ (aut.) Lukášová |

| Arbitro: | Monzul' |

|                             |           |                      |
| Kielland 20’ Eikeland 90+1’ | Marcatori | 7’ Mattner-Trembleau |

#### Fase a eliminazione diretta
| Arbitro: | Peşu |

|            |           |                                 |
| Kvamme 39’ | Marcatori | 9’ Graham Hansen 72’ Paralluelo |

| Arbitro: | Martinčić |

|                                    |           |               |
| Bonmatí 24’ Rolfö 56’ Guijarro 88’ | Marcatori | 70’ Svendheim |

## Statistiche

### Statistiche di squadra
| Competizione             | Punti | In casa | In casa | In casa | In casa | In casa | In casa | In trasferta | In trasferta | In trasferta | In trasferta | In trasferta | In trasferta | Totale | Totale | Totale | Totale | Totale | Totale | DR  |
| Competizione             | Punti | G       | V       | N       | P       | Gf      | Gs      | G            | V            | N            | P            | Gf           | Gs           | G      | V      | N      | P      | Gf     | Gs     | DR  |
| ------------------------ | ----- | ------- | ------- | ------- | ------- | ------- | ------- | ------------ | ------------ | ------------ | ------------ | ------------ | ------------ | ------ | ------ | ------ | ------ | ------ | ------ | --- |
| Toppserien               | 46    | .       | .       | .       | .       | .       | .       | .            | .            | .            | .            | .            | .            | 27     | 13     | 7      | 7      | 52     | 30     | +22 |
| Coppa di Norvegia        | -     | 1       | 1       | 0       | 0       | 8       | 0       | 2            | 1            | 0            | 1            | 7            | 3            | 3      | 2      | 0      | 1      | 15     | 3      | +12 |
| Women's Champions League | -     | 6       | 4       | 1       | 1       | 13      | 5       | 6            | 4            | 0            | 2            | 12           | 7            | 12     | 8      | 1      | 3      | 25     | 12     | +13 |
| Totale                   | -     | .       | .       | .       | .       | .       | .       | .            | .            | .            | .            | .            | .            | 42     | 23     | 8      | 11     | 92     | 45     | +47 |

### Andamento in campionato
| Giornata  | 1 | 2 | 3 | 4 | 5 | 6 | 7 | 8 | 9 | 10 | 11 | 12 | 13 | 14 | 15 | 16 | 17 | 18 | 19 | 20 | 21 | 22 | 23 | 24 | 25 | 26 | 27 |
| --------- | - | - | - | - | - | - | - | - | - | -- | -- | -- | -- | -- | -- | -- | -- | -- | -- | -- | -- | -- | -- | -- | -- | -- | -- |
| Luogo     | T | C | T | T | C | T | C | T | C | T  | C  | T  | C  | T  | C  | C  | T  | C  | T  | C  | T  | C  | T  | C  | T  | T  | C  |
| Risultato | V | V | N | N | P | V | P | P | P | V  | V  | P  | N  | N  | V  | P  | V  | V  | V  | V  | V  | N  | V  | V  | N  | P  | N  |
| Posizione | 5 | 2 | 3 | 4 | 4 | 4 | 4 | 5 | 6 | 4  | 4  | 4  | 5  | 5  | 4  | 4  | 4  | 4  | 4  | 4  | 4  | 4  | 5  | 5  | 4  | 4  | 4  |

Legenda:

Luogo: C = Casa; T = Trasferta. Risultato: V = Vittoria; N = Pareggio; P = Sconfitta.

### Statistiche delle giocatrici
| Giocatore | Toppserien | Toppserien | Toppserien  | Toppserien | Coppa di Norvegia | Coppa di Norvegia | Coppa di Norvegia | Coppa di Norvegia | UEFA Champions League | UEFA Champions League | UEFA Champions League | UEFA Champions League | Totale   | Totale | Totale      | Totale     |
| Giocatore | Presenze   | Reti       | Ammonizioni | Espulsioni | Presenze          | Reti              | Ammonizioni       | Espulsioni        | Presenze              | Reti                  | Ammonizioni           | Espulsioni            | Presenze | Reti   | Ammonizioni | Espulsioni |
| --------- | ---------- | ---------- | ----------- | ---------- | ----------------- | ----------------- | ----------------- | ----------------- | --------------------- | --------------------- | --------------------- | --------------------- | -------- | ------ | ----------- | ---------- |